# Melisses
Melisses (греч. Μέλισσες) — греческая поп-рок-группа.

## История
Группа Melisses создана в мае 2008 года. В 2010 году Melisses приняла участие в греческом национальном отборе на песенный конкурс Евровидение. Вскоре после этого вышел первый альбом группы «Mystiko», а группа завоевала награду Mad Video Music Awards в номинации «Лучший новый артист».
В сентябре 2011 года вышел второй альбом «Άκου» («Слушай»), в который вошли 11 новых песен, включая летний хит Иви Адаму «Κράτα τα μάτια σου κλειστά» («Держите глаза закрытыми»). Альбом имел большой успех и быстро стал золотым. В начале 2012 года Melisses записали новый сингл «O, τι Άφηνες Μισό», режиссёр Алекс Константинидис снял клип на эту песню.
В мае 2012 группа была выдвинута на соискание премии в пяти номинациях Mad Video Music Awards 2012, а именно: «Лучший рок видеоклип», «Лучшая группа», «Артист года», «Сотрудничество» («Κράτα τα μάτια σου κλειστά» с Иви Адаму), Mad radio 106.2 трек года. В конце концов группа получила награду в номинации «Лучший рок видеоклип» на песню «Σαν Σκιά» («Словно тень»).
5 июня 2012 года завершились съемки видеоклипа на песню «Πίκι Πίκι!» из альбома «Άκου». Режиссёр Алекс Константинидис снял клип с использованием многих специальных эффектов и большой долей юмора. Зимой 2012—2013 года группа выступала в шоу Сакиса Руваса на сцене Diogenis Studio.

## Состав
- Крис Масторас — вокал
- Танос Летсас — гитара
- Костас Маврогенис — бас-гитара
- Пантелис Кирамаргиос — клавишник
- Якоб Сабсакис — барабаны

## Дискография
- 2010 — Mystiko
- 2011 — Κράτα τα μάτια σου κλειστά (сингл)
- 2011 — Άκου